# Barbatia complanata
Barbatia complanata ist eine Muschel-Art aus der Familie der Archenmuscheln (Arcidae) in der Ordnung der Arcida. Sie kommt an den Küsten des östlichen Südatlantiks von Guinea bis nach Südangola, und den Küsten der Kapverdischen Inseln vor.

## Merkmale
Das Gehäuse ist gleichklappig und wird bis 50 mm lang, im Mittel um 35 mm. Es ist im Umriss gerundet-rechteckig bis gerundet-trapezoidal. Gelegentlich ist es leicht verzerrt und wird dann eher gerundet-dreieckig. Das Längen-/Höhen-Verhältnis variiert von 1,45 bis 1,9, im Mittel 1,72. Das Gehäuse ist komprimiert (also nicht sehr dick), das Verhältnis von Länge zu Dicke variiert von 2,1 bis 2,75 (im Mittel 2,42). Es ist ungleichseitig, die Wirbel sitzen im vorderen Drittel des Gehäuses. Die Dorsalrand ist lang und schwach gewölbt; sie geht mit einem sehr flachen Winkel in den eng gerundeten Hinterrand über. Der Hinterrand geht ohne wesentliche Änderung der Krümmung in den Ventralrand über. Der zum Hinterende ziehende Kiel ist sehr schwach ausgebildet und macht sich quasi nur durch eine Änderung der Rippenbreite auf dem hinteren Gehäusefeld bemerkbar. Der Ventralrand ist nur sehr schwach gewölbt bis fast gerade. In der vorderen Hälfte des Ventralrandes ist oft eine sehr seichte und breite Einbuchtung vorhanden. Der Dorsalrand bildet mit dem Vorderrand einen etwas steileren Winkel (als der hintere Winkel); der Vorderrand ist kurz, meist abgestutzt und geht mit einer merklichen Winkeländerung in den Ventralrand über. Das vordere Gehäusefeld wird durch einen vom Wirbel verlaufenden, schwachen Rücken begrenzt. Die dorsale Area ist eng bis sehr eng und ist tief gespalten. Die Distanz der Wirbel ist nur gering.
Das Ligamentist früh in der Ontogenie opisthodetisch, erstreckt sich aber im weiteren Verlauf der Ontogenie schnell bis vor die Wirbel (amphidetisch). Die Winkel (chevrons) sind schmal; es können in alten Exemplaren bis zu 12 vorhanden sein. Das Schloss ist taxodont. Die Schlossplatte ist vergleichsweise schmal, besonders in der Mitte. Die zwei Gruppen von Zähnchen sind kaum voneinander abgesetzt. Insgesamt sind bis etwa 45 Zähnchen vorhanden. Besonders die mittleren Zähnchen sind sehr klein und oft abgerieben durch den Durchtritt des Ligaments. Die seitlichen Zähnchen sind laminar oder auch winklig; sie stehen zunehmend schief zur Schlossplatte.
Die Schale ist weißlich. Die Ornamentierung besteht aus zahlreichen radialen Rippen und feinen Rippchen. Das hintere Gehäusefeld weist 6 bis 7 kräftige Rippen auf, oft mit 1 bis 3 sekundären Rippchen dazwischen. Einige Rippen teilen sich auch. Das vordere und das mittlere Gehäusefeld tragen 55 bis 60 primäre Rippchen, die im vorderen Gehäusefeld sind häufig etwas kräftiger. Die radialen Elemente werden überlagert von konzentrischen Linien. Die Kreuzungspunkte mit den radialen Rippchen sind knotig verstärkt. Die Knoten können in regelmäßigen Abständen etwas verstärkt sein und sich zu konzentrischen, flachen Linien verbinden. Diese etwas verstärkten konzentrischen Linien korrespondieren mit konzentrischen Reihen etwas verstärkter Periostracum-Borsten. Das Periostracum ist primär konzentrisch in etwas erhabenen Lamellen angeordnet, in den Zwischenräumen stehen leicht aufsteigende Borsten. Die Lamellen reduzieren sich gewöhnlich zu rechteckigen Sektionen, die dann gekräuselt erscheinen. Die Lamellen sind strohgelb, die aufsteigenden Borsten sind braun gefärbt. Der Innenrand der Klappen ist fein gekerbt.
Die Schließmuskeln sind annähernd gleich groß, der hintere Muskel ist nur geringfügig kleiner.

## Ähnliche Arten
Barbatia complanata ähnelt den Arten Barbatia candida (Helbling, 1779) aus der Karibik, Barbatia foliata (Forsskál, 1775) aus dem Indo-Pazifik und Barbatia reeveana (d'Orbigny, 1846) aus der panamaischen Faunenprovinz. Barbatia complanata unterscheidet sich durch die wesentlich feinere Ornamentierung mit durchschnittlich doppelt so vielen feinen Rippen auf den vorderen und mittleren Gehäusefeldern. Barbatia reeveana hat außerdem weniger Rippen auf dem hinteren Gehäusefeld, etwa 3 bis 4 zu 6 bis 7 bei Barbatia complanata. Das Periostracum von Barbatia candida ist dicker und die aufsteigenden Borsten sind länger und kräftiger. Die indo-pazifische Art Barbatia foliata ist außerdem im Durchschnitt deutlich größer mit einem gröberen Ornamentierung und Fehlen der konzentrischen Linien.

## Geographische Verbreitung und Lebensraum
Die Art ist im östlichen Südatlantik weit verbreitet. Das Verbreitungsgebiet reicht von den Kapverdischen Inseln, über Guinea, Liberia, Elfenbeinküste, Ghana, Benin, Nigeria, Kamerun, São Tomé und Príncipe, Annobón, Gabun, die Republik Kongo bis nach Südangola.
Die Muscheln leben mit Byssus angeheftet an Felsen, Steinen, Schalen und anderen größeren Hartobjekten vom unteren Gezeitenbereich bis in etwa 40 Meter Wassertiefe.

## Kommerzielle Bedeutung
Die Muscheln werden lokal gesammelt, entweder per Hand oder mit Rechen während der Ebbe, oder mit Grundschleppnetzen und Dredgen von Booten in etwas tieferen Bereichen.

## Taxonomie
Das Taxon wurde 1789 von Jean-Guillaume Bruguière vorgeschlagen. Es ist allgemein anerkannt, Arca stigmosa Dunker, 1853 ist ein jüngeres Synonym.